# Purpurschinia
Purpurschinia là một chi bướm đêm thuộc họ Noctuidae. Chi này được đưa ra cho loài Schinia purpurascens, nhưng không rõ là nó có được công nhận rộng rãi không.